# Bellingcat: Truth in a Post-Truth World
Bellingcat: Truth in a Post-Truth World (br: Bellingcat: A Verdade em um Mundo Pós-Verdade) é um documentário de 2018 dirigido por Hans Pool que explora o trabalho do jornalismo investigativo publicado pelo site Bellingcat, incluindo o envenenamento de Skripal e o acidente do voo 17 da Malaysia Airlines.
O filme foi exibido tanto no International Documentary Filmfestival Amsterdam em 2018 quanto no Human Rights Watch Film Festival em 2019. No Brasil, o filme foi exibido na 43ª Mostra Internacional de Cinema de São Paulo.
O filme ganhou o prêmio RTBF no Festival des Libertés 2019. Em novembro de 2019, ganhou um Prêmio Emmy Internacional na categoria documentário.